# Aiulà
Aiulà (en rus Аюла) és un poble de la República de l'Altai, a Rússia. El 2016 tenia 295 habitants. Aiulà es troba a la vall del riu Katun, a 13 km al nord de Txemal, la seu administrativa de la província.